# Uniunea Internațională a Căilor Ferate
     activi
     afiliați
     asociați

Membri UIC
activi
afiliați
asociați

Uniunea Internațională a Căilor Ferate (UIC, în franceză Union internationale des chemins de fer, în engleză International Union of Railways) este o organizație ne-guvernamentală internațională de transport feroviar.

## Istorie
Căile ferate din Europa au apărut inițial cu multe preocupări separate și au existat multe schimbări de frontieră după primul război mondial și Tratatul de la Versailles. Căile ferate coloniale erau responsabilitatea țării-mamă. În acest mediu, UIC a fost creat la 17 octombrie 1922 cu scopul de a standardiza practicile din industria feroviară.
Împărțirea veniturilor din bilete a fost inițial realizată pe baza monedei virtuale numite franc UIC (cod: XFU) înlocuită din 2013 de euro. Clasificarea UIC și codurile de țară UIC au permis determinarea precisă a capacității și proprietății materialului rulant, vagoanelor primind numere unice de vagoane UIC . Sistemul de telecomunicații radio GSM-R din anii 1990 este o specificație internațională de interoperabilitate care acoperă sistemele de semnalizare și voce pentru comunicațiile feroviare a căror specificație este menținută de proiectul Uniunii Internaționale a Căilor Ferate, Sistemul european de management al traficului feroviar⁠(en)[traduceți] (ERTMS).

## Misiune
Misiunea UIC este „de a promova transportul feroviar la nivel mondial și de a face față provocărilor mobilității și dezvoltării durabile”. 

## Obiective
Principalele obiective ale UIC  sunt:
- Facilitarea schimbului de bune practici între membri (benchmarking)
- Sprijinirea membrilor în eforturile lor de a dezvolta noi afaceri și noi domenii de activități
- Propunerea de noi modalități de îmbunătățire a performanțelor tehnice și de mediu
- Promovarea interoperabilității, crearea de noi standarde mondiale pentru căile ferate (inclusiv standarde comune cu alte moduri de transport)
- Dezvoltarea centrelor de competență (Viteză mare, Siguranță, Securitate, e-Business,. . . )

## Membri
Când a fost fondată în 1922, UIC avea 51 de membri din 29 de țări, inclusiv România, Japonia și China. La scurt timp li s-au alăturat membri din Uniunea Sovietică, Orientul Mijlociu și Africa de Nord. Astăzi, UIC are 194 de membri  pe cinci continente.  Dintre acestea :
- 73 sunt membri activi (inclusiv din Afganistan, China, Europa, India, Japonia, Kazahstan, Coreea de Sud, Orientul Mijlociu, Africa de Nord, Pakistan, Rusia, Africa de Sud și Taiwan, [6] și companii care operează în întreaga lume, cum ar fi Veolia Transport)
- 68 sunt membri asociați (inclusiv din Africa, America, Asia și Australia)
- 53 sunt membri afiliați (afaceri sau servicii conexe sau auxiliare)

La 12 noiembrie 2010, UIC a deschis un birou regional african în Tunis, Tunisia cu sprijinul SNCFT (Căile Ferate Tunisiene). 

## Terminologie standard
Pentru a oferi o înțelegere comună și a reduce potențialele confuzii, UIC a stabilit o terminologie feroviară internațională standard și un tezaur de termeni trilingvi (în engleză-franceză-germană). Tezaurul a fost rezultatul cooperării cu Conferința Europeană a Miniștrilor de Transport (ECMT / CEMT ) și a fost publicat în 1995. 

## Clasificarea vehiculelor feroviare
UIC a stabilit sisteme de clasificare a locomotivelor și a aranjamentelor acestora, vagoanelor și vagoanelor de marfă .

## Unele reglementări UIC
UIC joacă un rol important în standardizarea materialului rulant, a datelor și a terminologiei. Prin urmare, codurile UIC (cunoscute și sub denumirea de prospect UIC) sunt dezvoltate de la începutul activității UIC. Un nou termen pentru aceste manifeste UIC este utilizat de UIC pentru o mai bună înțelegere: International Railway Solution (soluția feroviară internațională) (IRS).
Câteva coduri UIC sunt:
- UIC 568.  Cablul de conectare standardizat cu 13 conectori este utilizat pentru a transmite date și comenzi între locomotivă și vagoanele unui tren de călători.
- UIC 592-2. Containere mari pentru transport pe vagoane - Condiții tehnice care trebuie îndeplinite de containerele mari acceptate pentru utilizare în traficul internațional. Descrie clasele și categoriile de containere mari, caracteristicile de manipulare, marcajele de identificare și condițiile speciale care se aplică containerelor mari pentru rezervoare.
- UIC 592-3.
- UIC 592-4.
- UIC 596-5 Transportul vehiculelor rutiere pe vagoane.
- UIC 596-6 Transportul vehiculelor rutiere pe vagoane.